# Hydroscaphidae
Hydroscaphidae – rodzina chrząszczy z podrzędu Myxophaga.

## Zasięg występowania
Przedstawiciele rodzaju Hydroscapha występują w obu Amerykach, Eurazji, płn. Afryce i na Madagaskarze. Pozostałe rodzaje występują w krainie neotropikalnej.

## Budowa ciała
Osiągają 1-2 mm długości ciała. Pokrywy skrócone, odsłaniają częściowo odwłok. Czułki dziewięcioczłonowe, ostatni człon ma kształt długiej, cienkiej maczugi. Stopy każdej pary odnóży składają się z trzech tarsomerów. U samicy szósty sternit zwężony na tylnej krawędzi, u samca szósty segment odwłoka z dwoma szeroko rozstawionymi ostrymi zębami wzdłuż tylnej krawędzi.

## Biologia i ekologia
Większość gatunków zamieszkuje środowiska w których cienka warstwa wody przepływa ponad skałami, np. wodospady lub wysięki. Niektóre zamieszkują również żwirowe brzegi potoków. Odżywiają się glonami.

## Systematyka
Do rodziny zaliczanych jest 28 gatunków zgrupowanych w 4 rodzajach:
- Confossa
- Hydroscapha
- Scaphydra
- Yara